# Уормот, Генри Клей
Генри Клей Уормот (англ. Henry Clay Warmoth; 9 мая 1842, Макленсборо, Иллинойс — 30 сентября 1931, Новый Орлеан) — американский политик, 23-й губернатор Луизианы.

## Биография

### Ранние годы и военная карьера
Генри Клей Уормот родился в Макленсборо, штат Иллинойс. Его родители имели голландские корни. Начальное образование он получил в государственной школе родного штата. Уормот изучил право и в 1861 году был принят в коллегию адвокатов Миссури, после чего начал юридическую карьеру на посту окружного прокурора 18-го судебного округа.
Во время гражданской войны Уормот служил подполковником в 32-м пехотном полку Миссури. Он принимал участие в захвате Арканзасского поста и был ранен во время осады Виксберга. Однако он был с позором отправлен в отставку за распространение ложных слухов о сильных и слабых сторонах армии Союза. После того, как президент Авраам Линкольн восстановил Уормота в правах, генерал Натаниэль Бэнкс в июне 1864 года назначил его судьёй. В ноябре 1865 года Уормот подал в отставку с военной службы, чтобы баллотироваться в Конгресс США.

### Политическая карьера
Приехав без гроша в оккупированный Союзом Новый Орлеан, находчивый Уормот начал убеждать освобождённых негров, что он сможет представлять их права в правительстве. Он баллотировался в Конгресс от Республиканской партии, был избран в 1865 году, однако после убийства президента Линкольна вернулся в Новый Орлеан.
В 1868 году генерал Уинфилд Скотт Хэнкок был смещён с поста командующего 5-го военного округа (охватывавшего Техас и Луизиану) и губернатор Джошуа Бейкер ушёл в отставку. 17 апреля 1868 года состоялись внеочередные выборы губернатора, на которых победил Уормот. 13 июля 1868 года он был приведён к присяге. Избранный в 26 лет, Уормот стал одним из самых молодых губернаторов в истории США. Вице-губернатором был избран Оскар Данн, афро-американский художник. Когда Данн умер в своём кабинете, его сменил Пинкни Пинчбэк, который был президентом Сената штата.
Во время пребывания Уормота в должности до рекордного уровня (более 100 млн долларов) вырос бюджетный дефицит штата, были повышены налоги, а также вспыхнули беспорядки после поднятия вопроса о предоставлении неграм избирательного права. За 35 дней до окончания срока полномочий Уормот был отстранён от должности в порядке импичмента за мошенничество на выборах 1872 года. Однако после окончания срока полномочий все обвинения были сняты.

### После губернаторства
В 1877 году Уормот женился на Салли Дюранд из Ньюарка, штат Нью-Джерси. Они жили на плантации Магнолия в округе Плакмин и у них родились два сына и дочь. Уормот открыл сахарный завод и возглавил кампанию за установление более высоких тарифов для защиты сахарной промышленности. После повышения тарифов Уормот продал свою плантацию.
В 1876—1877 годах Уормот был членом законодательного собрания Луизианы, а в 1879 году — делегатом Конституционного съезда штата. В 1888 году Уормот баллотировался на пост губернатора, однако проиграл выборы Фрэнсису Николлсу. В 1890 году президент Бенджамин Гаррисон назначил его начальником таможенной службы в Новом Орлеане. Уормот служил на этой должности до 1893 года.
Уормот умер 30 сентября 1931 года от бронхиальной пневмонии и был похоронен на кладбище Metairie в Новом Орлеане.